# Evans Chinyama Chinyemba
Evans Chinyama Chinyemba OMI (Lukulu, 9 de agosto de 1967) é bispo de Mongu.
Evans Chinyama Chinyemba entrou na Congregação Oblata (OMI) em 5 de fevereiro de 1994, fez sua profissão em 6 de janeiro de 1999 e foi ordenado sacerdote em 19 de agosto de 2000. 
Papa Bento XVI nomeou-o Bispo de Mongu em 15 de fevereiro de 2011. O arcebispo de Lusaka, cardeal Medardo Joseph Mazombwe, o consagrou bispo em 28 de maio do mesmo ano; Os co-consagradores foram Telesphore George Mpundu, Arcebispo de Lusaka, e Raymond Mpezele, Bispo de Livingstone.